# 菊池昌弘
菊池 昌弘（きくち まさひろ、1934年3月21日 - 2012年4月28日）は、日本の病理学者。「菊池病」発見者。

## 略歴
井筒屋社長を務めた菊池安右ヱ門の二男として福岡県門司市（現・北九州市門司区）に生まれる。福岡県立修猷館高等学校卒業。
- 1958年 九州大学医学部を卒業。卒業後、橋本美智夫教授の病理学教室に入門し血液疾患を研究。
- 1966年 ドイツに留学し、キール大学のカール・レンネルト教授に師事。脾臓の病理学的研究で多くの成果を上げる。
- 1971年 遠城寺宗知教授の九州大学第二病理学講座で助教授に昇進し、リンパ節病変を中心にして血液病理を研究。
- 1973年 福岡大学医学部病理学教授
- 1983年 福岡大学医学部長
- 1989年 福岡大学病院院長
- 1999年 福岡大学副学長。日本リンパ網内系学会理事長、日本血液学会理事、国際病理アカデミー日本支部理事なども務めている。
- 2007年 福岡大学を退官後、中津市の村上記念病院および福岡市の村上華林堂病院の理事長に就任。傍ら、先祖である菊池安之丞が享保元年（1716年）に創業した中津市の老舗｢むろや醤油株式会社｣の経営を立て直し、実業家としても大きな成果を上げた[1]。
- 2012年4月28日 悪性リンパ腫に肺炎を併発し死去。

## 菊池病の発見
1970年、菊池昌弘は九州大学第二病理学の研究室において、悪性リンパ腫と紛らわしい組織像を示している特殊なリンパ節病変を発見し、この研究をまとめて、1972年の日本血液学会誌に｢特異な組織像を呈するリンパ節炎について｣として発表した。その後、日本以外にも必ずこの疾患が存在すると考え、それを確かめるために単身ドイツに渡って調査し、1979年、師のレンネルト教授を訪れ、膨大な数のリンパ節標本を再検討した結果、ヨーロッパにおいても同様のリンパ節炎があることを確認した。
レンネルト教授はこの研究成果をきわめて高く評価し、1982年秋のドイツ病理学会において、初めて”Kikuchi's lymphadenitis”という名称を用いて特別講演を行い、これが契機となって、欧米で”Kikuchi's disease（菊池病）”の名称（正式名称は「組織球性壊死性リンパ節炎」）が急速に広まり、全世界的に研究が進められるようになった。

## 主要論文
- 菊池昌弘、「特異な組織像を呈するリンパ節炎について」 日内学誌 1972, 35, 379―80.,NAID 10004887229
- 菊池昌弘、岩崎宏、三井徹次、組織球性壊死性リンパ節炎(いわゆる壊死性リンパ節炎)の臨床病理学的研究 日本網内系学会会誌 20巻 (1980) Supplement号 p.11-22, doi:10.3960/jslrt1961.20.Supplement_11
- 菊池昌弘、菊池病 日本内科学会雑誌 91 巻 (2002) 7 号 p. 2057-2058, doi:10.2169/naika.91.2057
- 菊池昌弘、「悪性リンパ腫病理診断の変遷とWHO分類改訂 (特集 WHO分類改訂と悪性リンパ腫の病理診断)」 血液・腫瘍科 58(5), 517-523, 2009-05, NAID 40019064074